# Alalkomeneusz
Alalkomeneusz, görög mitológiai alak, boiótiai ősember, aki a Kópaisz-tónál jött elő a földből. Az  attikaí mítosz szerint feleségével, Athéniasszal (másik mítosz szerint Niobé volt a felesége), ő volt Pallasz Athéné gyermekkori nevelője. Zeusznak is adott tanácsokat, hogyan is nyerje vissza az elhidegült Héra szerelmét. Hésziodosz szerint az ő idején volt aranykor a földön.